# El Ouldja, Sétif
El-Ouldja là một đô thị thuộc tỉnh Sétif, Algérie. Dân số thời điểm năm 2002 là 8.921 người.